# Formby Lake
Formby Lake är en sjö i Kanada.   Den ligger i provinsen Alberta, i den centrala delen av landet, 2 700 km väster om huvudstaden Ottawa. Formby Lake ligger 462 meter över havet. Arean är 8,5 kvadratkilometer. Den sträcker sig 3,3 kilometer i nord-sydlig riktning, och 4,8 kilometer i öst-västlig riktning.
I omgivningarna runt Formby Lake växer i huvudsak barrskog. Trakten runt Formby Lake är nära nog obefolkad, med mindre än två invånare per kvadratkilometer.